# 龙华街道 (深圳市)

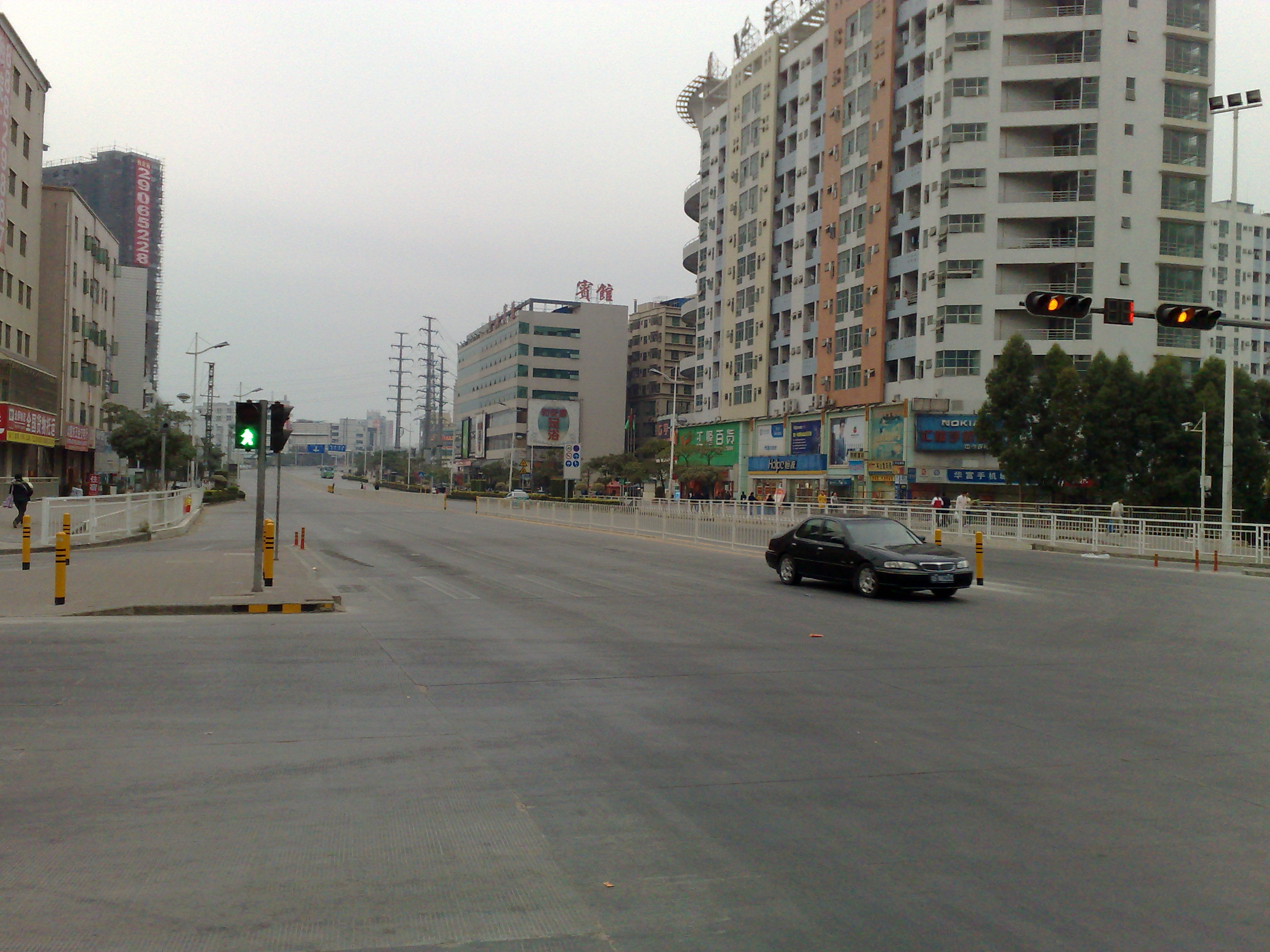
龙华旧景

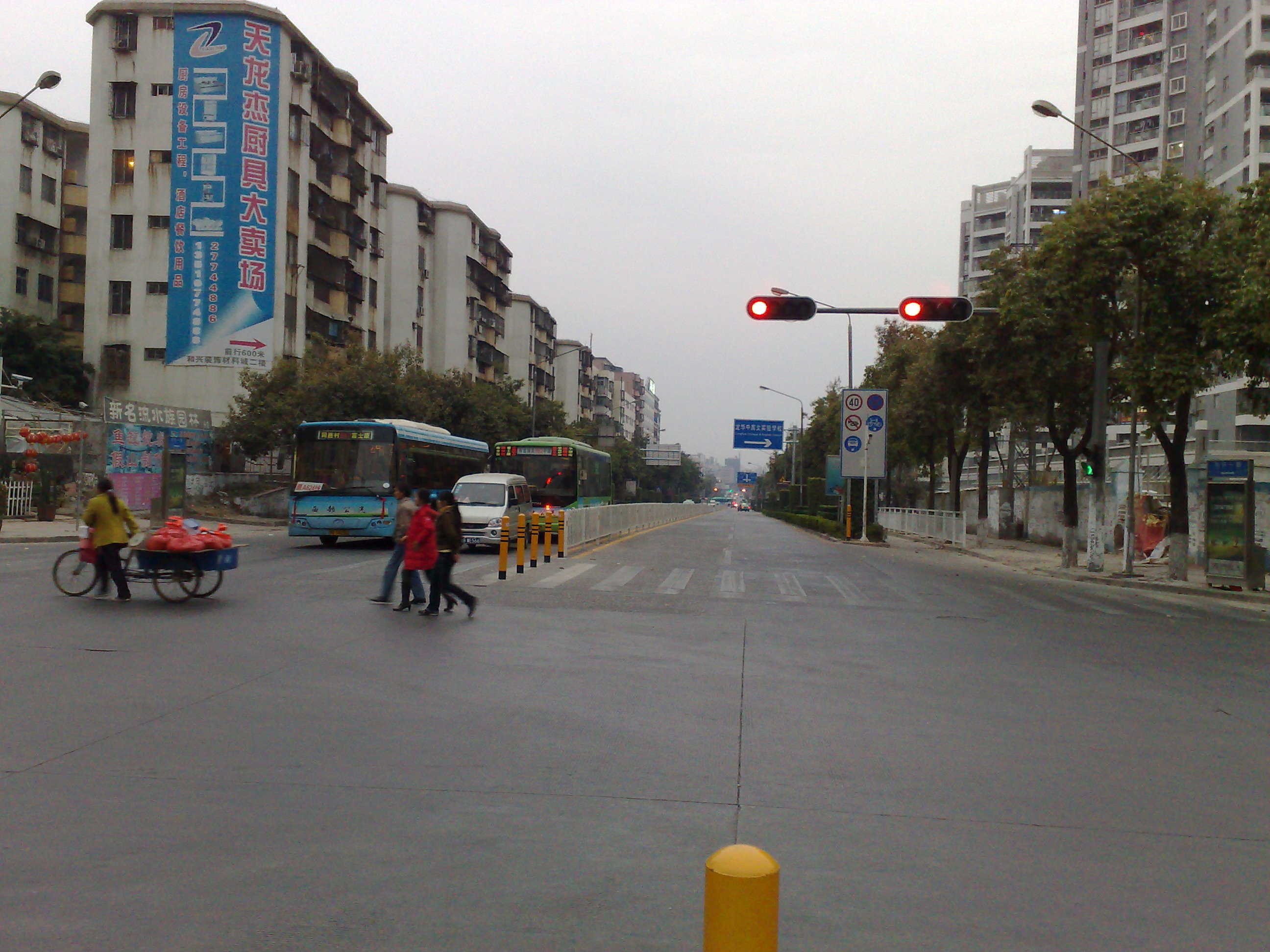
龍華住宅區。

龙华街道是中国广东省深圳市龙华区下辖的一个街道，位處深圳的中北部。
龍華街道前身为龙华镇的一部分，2004年城市化中撤龍華镇政區建制，後再分拆出龙华、民治、大浪三个街道。

## 区划沿革
龍華鎮在清末屬寶安縣一部分。1949年10月新中國成立，設立龍華鄉。後經多次改制，於1986年10月變成为「龙华镇」，管轄範圍包括了今日的大浪街道和民治街道。1993年1月龍華鎮被編入寶安區一部分；2004年龍華鎮改稱「龍華街道」；2006年4月29日龍華街道再拆出民治、龍華、大浪三個街道。
2016年9月14日，中华人民共和国国务院批复同意《关于设立深圳市龙华区和坪山区的请示》（粵府〔2016〕90号），同意设立深圳市龙华区，将深圳市宝安区的龙华街道、大浪街道、民治街道、观湖街道、福城街道、观澜街道划归龙华区管辖，以龙华街道、大浪街道、民治街道、观湖街道、福城街道、观澜街道的行政区域为龙华区的行政区域，龙华区人民政府驻观澜街道广场沿河路1号。
龍華街道目前位于龙华区中部，东与龙岗区坂田接壤，西接大浪，南邻民治，北与观湖、福城相连。总面积19.18平方公里，下辖22个社区居委会：
荔园社区、景华社区、弓村社区、山咀头社区、狮头岭社区、墩背社区、河背社区、老围社区、牛地埔社区、郭吓社区、玉翠社区、共和社区、伍屋社区、瓦窑排社区、富康社区、上油松社区、下油松社区、水斗老围社区、水斗新围社区和清湖社区。

## 經濟
龙华經濟主要以制造业為主，生产领域涉及电脑、自行车、塑胶、玩具、电子、机械制造、卷烟等行业。富士康是辖区内最大的企业，员工20多万。

## 交通

### 道路
- 梅观高速公路：連接深圳經濟特區
- 布龙公路
- 石观公路

### 地铁
深圳地铁4號綫，使龙华与深圳关内实现全面对接。

## 外部連結
- 深圳龙华行政区划建制沿革 区划网